# Rue Azaïs
Pour les articles homonymes, voir Azaïs.
La rue Azaïs est une voie du 18e arrondissement de Paris, en France.

## Situation et accès
La rue Azaïs est une voie publique située dans le 18e arrondissement de Paris. Elle débute  parvis du Sacré-Cœur et se termine au 12, rue du Mont-Cenis, en longeant le square Nadar.
Le quartier est desservi par la ligne 12 à la station Abbesses.

## Origine du nom

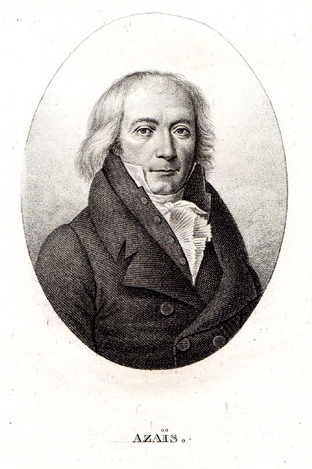
Pierre Hyacinthe Azaïs.

Cette rue porte le nom du philosophe Pierre Hyacinthe Azaïs (1766-1845).

## Historique
La rue ouverte en 1867 sous le nom de « rue du Pressoir a pris son nom actuel en 1875.
La rue est située à l'emplacement du pressoir de l'ancienne Abbaye de Montmartre (abbaye d'en haut) où les vignerons de Montmartre devaient amener leur vendange moyennant paiement d'une redevance. Ce terrain fait partie de domaine de l'ancienne abbaye vendu par lots comme bien national en mai 1794 .  
Un décret du 11 août 1867 avait déclaré d'utilité publique le prolongement de la rue jusqu'à la place Jean-Baptiste-Clément. Ce décret n'a pas été exécuté.

## Bâtiments remarquables et lieux de mémoire
Les réservoirs de Montmartre longent toute la rue. Édifié de 1887 à 1889 par la ville de Paris sur l'emplacement de l'ancien pressoir à raisins de l'abbaye des Dames de Montmartre, l'édifice pastiche une forteresse (mur en meulière renforcé par des contreforts en arcade, piliers percés de meurtrières supportant une tourelle carrée, balustrade simulant un chemin de ronde, ces parties décoratives étant en calcaire de Souppes-sur-Loing), ce qui lui confère un style néo-byzantin en harmonie avec la basilique du Sacré-Cœur de Montmartre toute proche et construite à la même période. Construit d'après les plans de l'architecte Arthur-Stanislas Diet, sous la direction du directeur des travaux à la ville de Paris, Adolphe Alphand, l'ouvrage est alimenté par l'usine élévatoire implantée place Saint-Pierre.